# Eusebio Francesco Chini
Eusebio Francesco Chini, detto anche Padre Kino (Segno, 10 agosto 1645 – Magdalena de Kino, 15 marzo 1711), è stato un gesuita, missionario, geografo nonché esploratore, cartografo e astronomo italiano.
È riconosciuto come uno dei "padri fondatori dello Stato dell'Arizona". È inoltre l'unico tirolese-italiano presente nel Famedio di Washington. Istituì più di venti missioni e visitas ("parrocchie di campagna") tra Messico nord-occidentale e Stati Uniti sud-occidentali, dove dimostrò spiccate capacità nel creare un rapporto dignitoso fra i popoli indigeni e l'istituzione religiosa che rappresentava.

## Biografia
Figlio di Francesco e di Margherita Luchi, Eusebio Chini nacque nel 1645 a Segno (oggi frazione di Predaia), in Val di Non, allora parte del Principato Vescovile di Trento nel Sacro Romano Impero. Dopo essersi ristabilito da una malattia che aveva minato seriamente la sua infanzia, studiò presso il collegio gesuita di Trento e poi a Hall in Tirol, interessandosi in particolare di matematica e di scienze naturali.
Il 20 novembre 1665, sciogliendo il voto che aveva fatto nel periodo di malattia, entrò nella Compagnia di Gesù. Per devozione e ringraziamento a San Francesco Saverio, che lo aveva miracolosamente strappato alla morte, scelse come secondo nome Francesco, aggiungendolo al proprio nome di battesimo.
Benché desiderasse partire per l'Oriente, ricevette l'incarico di fondare una missione presso la frontiera settentrionale della Nuova Spagna.
Partì con questo proposito da Siviglia il 3 maggio 1681. Sbarcato a Veracruz, Chini pose la sua prima base nella Bassa California, in una terra ancora sconosciuta agli occidentali.
A causa di un periodo di forte siccità, Eusebio Chini, che nel frattempo aveva ispanizzato il suo nome in Eusebio Francisco Kino, fu costretto a ritornare a Città del Messico nel 1685.

### Attività missionaria

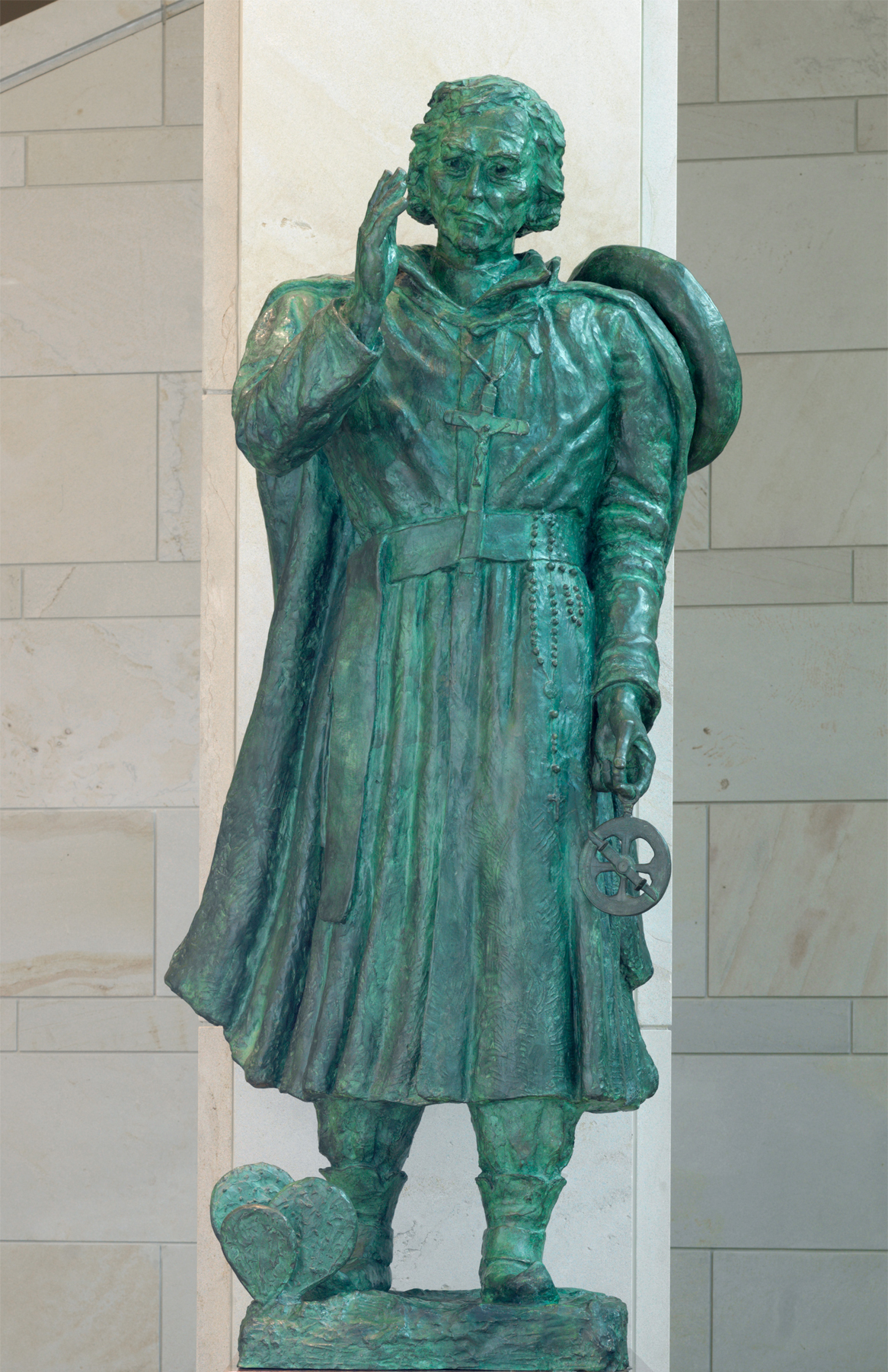
Chini nella National Hall of Statuary del Campidoglio di Washington.

Padre Chini arrivò a Sonora nel 1687 per lavorare con la popolazione dei Pima, creando la prima missione cattolica nella provincia.
Convinto sostenitore della necessità del miglioramento delle condizioni di vita delle popolazioni autoctone, si adoperò per lo sviluppo economico di Sonora, insegnando ai nativi americani le metodologie per l'allevamento del bestiame, la lavorazione del ferro e la coltivazione di piante non conosciute.
La sua fama si diffuse ben presto tra le tribù native. Tutte lo accettarono, nonostante fossero in perenne guerra tra di loro. Il nome di Chini presso i Pima, per via del colore dell'abito, fu "contadino nero".
Il missionario scrisse nel suo diario:
(Da Favores Celestiales)
Padre Chini s'impegnò nella difesa della dignità degli Indiani di Sonora, opponendosi tra l'altro agli obblighi di lavoro nelle miniere d'argento che la monarchia spagnola imponeva loro. Questo causò una serie di controversie con i suoi co-missionari, molti dei quali invece agivano in stretto accordo con le imposizioni del sistema coloniale spagnolo.
Eusebio Chini costruì missioni che si estendevano all'interno dello stato di Sonora verso nordest per 240 km fino alla missione di San Xavier del Bac, che è tuttora attiva come parrocchia cattolica vicino a Tucson, in Arizona. Costruì 19 rancheras, che rifornivano di bovini i nuovi insediamenti. Fondò in tutto 27 postazioni missionarie. Ebbe inoltre un ruolo importante nel ritorno dei Gesuiti in California nel 1697.
Padre Chini rimase nelle sue missioni fino alla morte, avvenuta nel 1711. Morì nella città oggi chiamata Magdalena de Kino, attualmente territorio messicano.

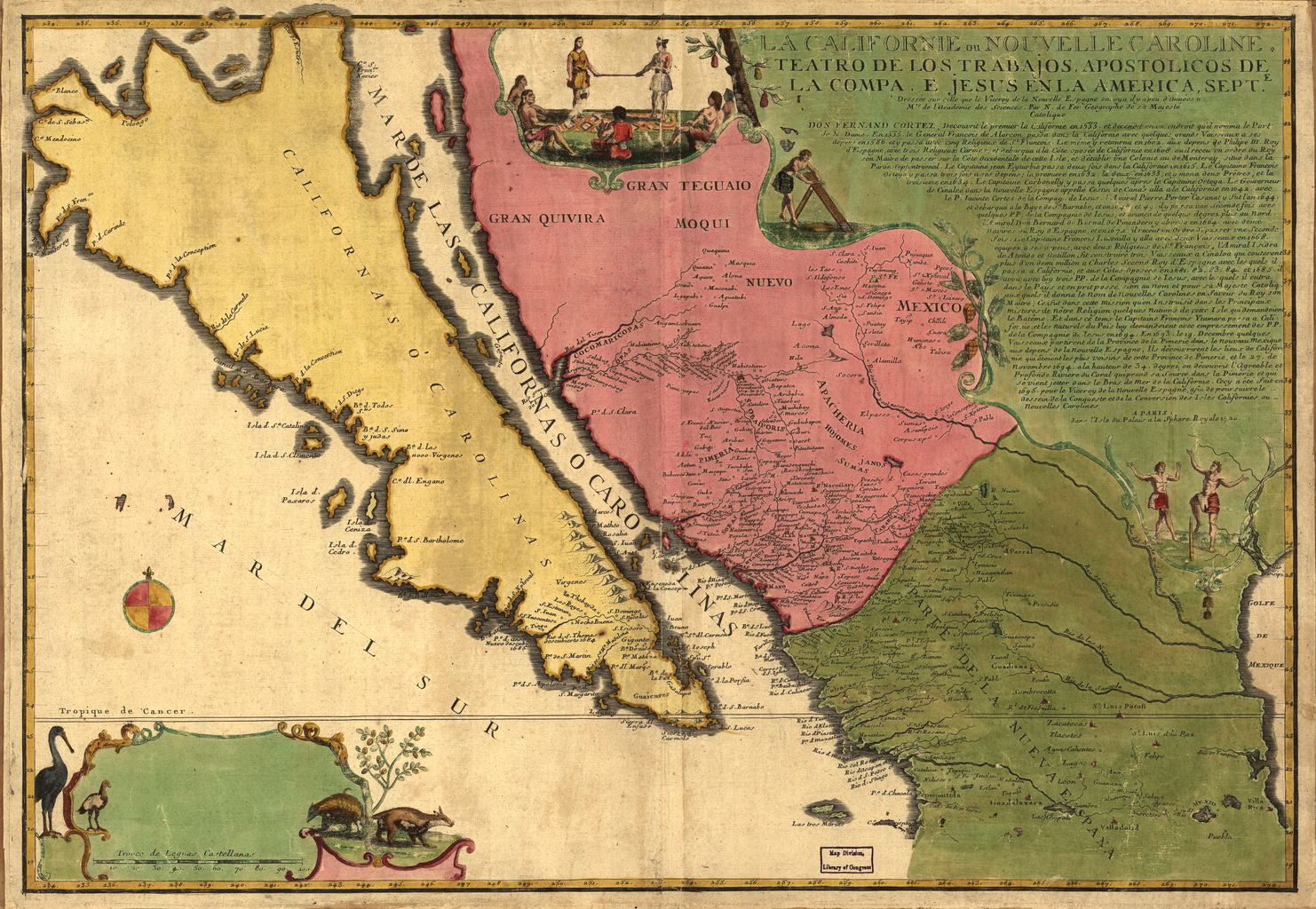
Questa mappa, colorata dal cartografo Nicolas de Fer, fu disegnata originariamente da padre Chini nel 1696 e indica le coste del Messico occidentale e della penisola di Bassa California

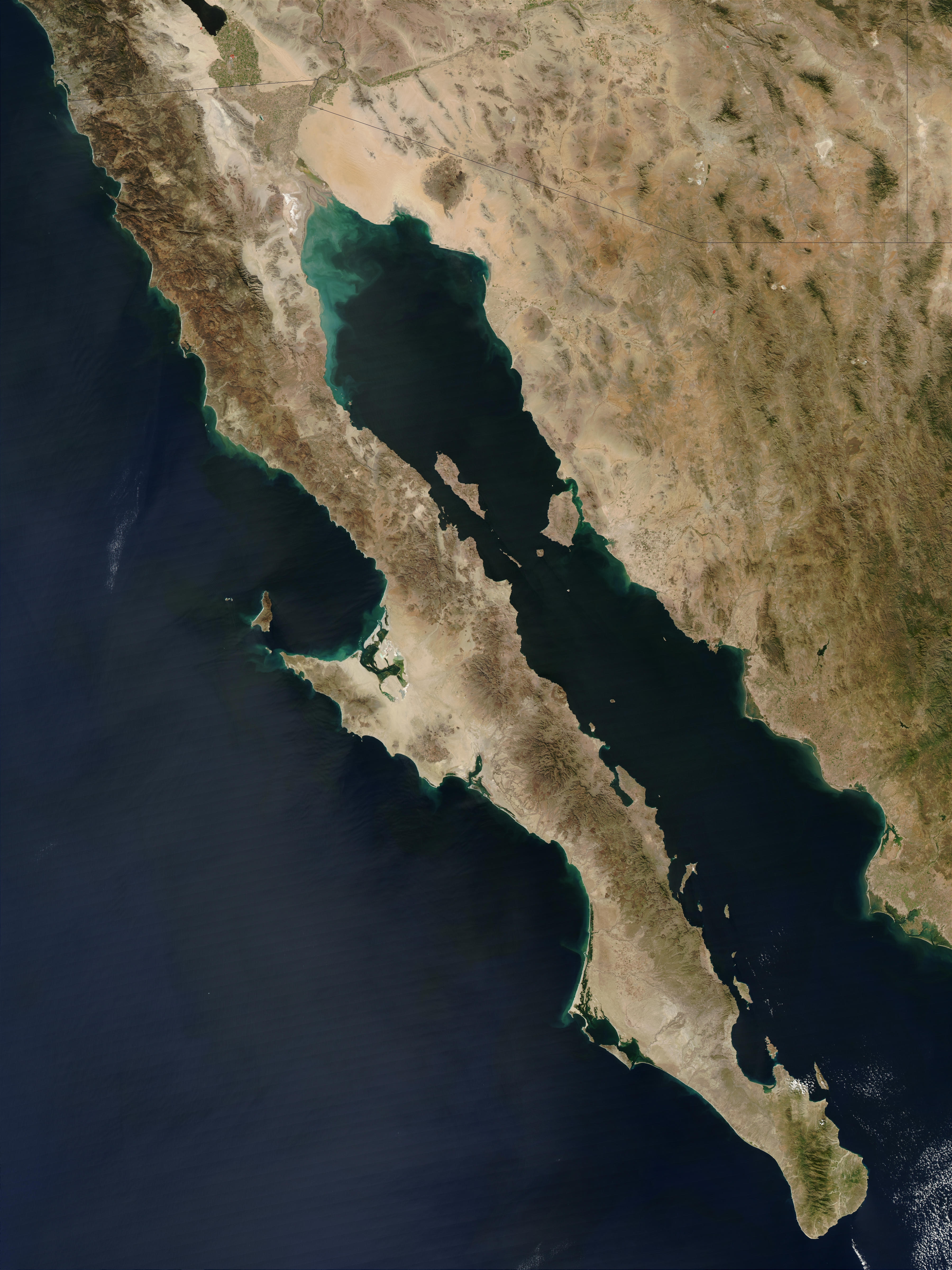
La penisola di Bassa California in una foto satellitare odierna

### Attività scientifica
Padre Eusebio Chini fu anche uno scrittore e fu autore di libri di astronomia e di cartografia.
Nel periodo spagnolo, passato a Cadice in attesa dell'imbarco per l'America, tra il dicembre 1680 e il febbraio 1681 osservò il passaggio di una cometa, della quale diede un'ampia e approfondita descrizione in un testo che anticipò i moderni trattati di astronomia, Spiegazioni astronomiche. In America affinò diverse sue capacità e conoscenze: in particolare divenne un esperto astronomo, un matematico e un estensore di mappe geografiche.
Padre Chini compì molti viaggi nel nord del Messico, in California e in Arizona. È stato calcolato che nei 24 anni di permanenza in Nuova Spagna, nel corso di 50 viaggi di esplorazione, egli abbia viaggiato per almeno trentamila chilometri. Le sue spedizioni a cavallo coprirono un'area di 130.000 km². Padre Eusebio fu il primo a dedurre che la Bassa California era una penisola. Fino al suo arrivo in Nuova Spagna, infatti, si riteneva che la Baja California, così come la Isla de Mujeres, fosse un'isola, staccata dal continente nordamericano. Padre Chini organizzò e guidò la prima grande spedizione via terra nella Bassa California. Scoprì il passaggio via terra dalla Bassa California al continente, dimostrando quindi che non era un'isola, ma una peninsula. Tuttavia Muratori sostiene, da informazioni di prima mano che paiono inficiare quanto sopra: «E pure ci son persone viventi, venute dall'America, le quali m'hanno assicurato che resta tuttavia dubbiosa quella faccenda; ed avere il P. Kino fondata l'asserzion sua sull'altrui relazione, e non già sulla testimonianza degli occhi suoi».

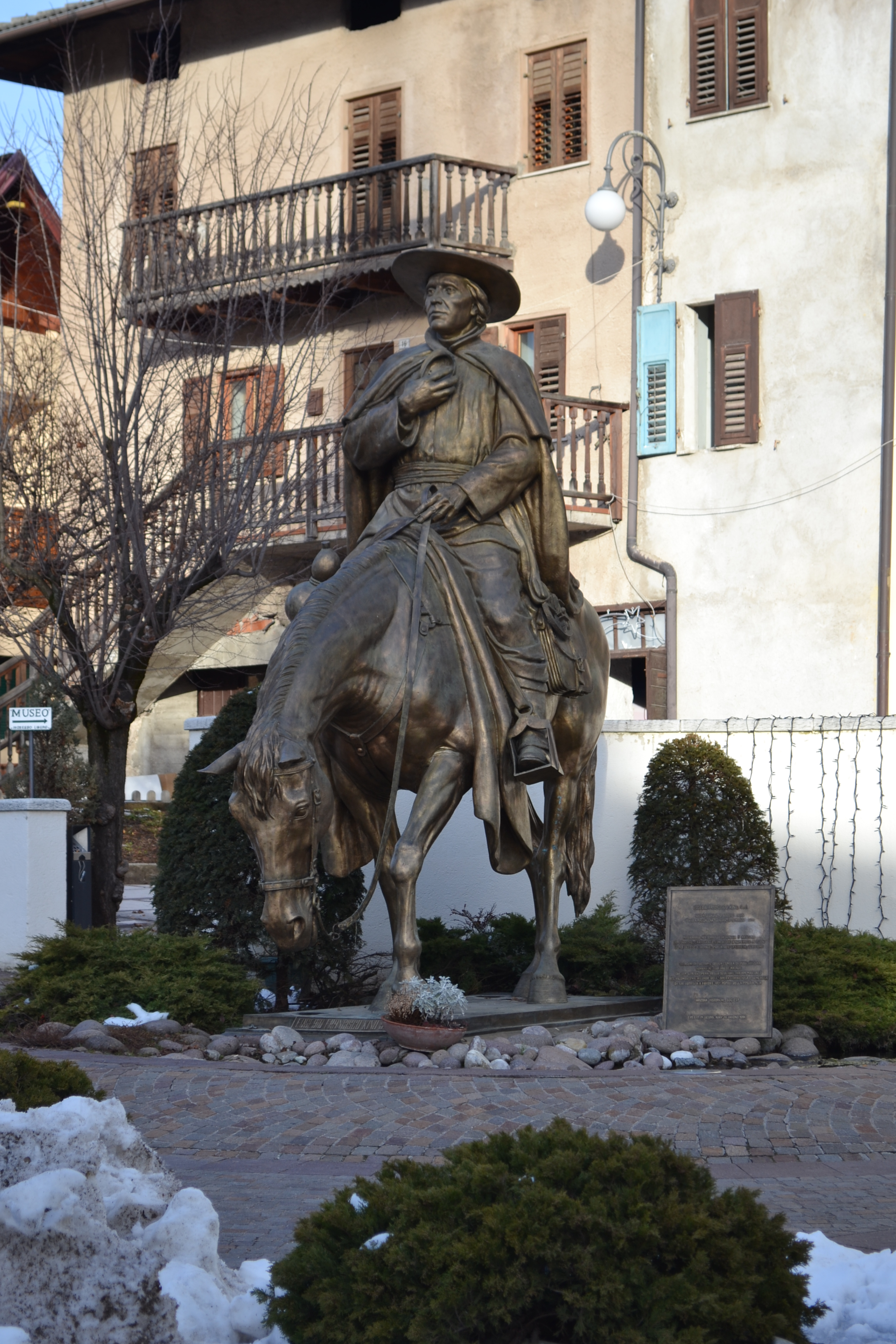
Statua di Padre Eusebio Chini a Segno (TN)

In seguito, realizzò la prima mappa accurata di Pimería Alta, del golfo della California e della Bassa California. La cartografia realizzata coprì un'area lunga 300 km e larga 400 km.
Padre Chini inoltre nutriva passione per la fisica e per la creazione di modelli di nave in legno. Le sue conoscenze relative alle mappe e alla navigazione gli fecero pensare che gli Indiani del Messico potevano facilmente accedere alla California dal mare, osservazione che venne accolta con scetticismo dai missionari di Città del Messico. Quando propose di costruire una nave e di farle attraversare il deserto di Sonora e la costa occidentale messicana, ne derivò un'accesa controversia con i suoi co-missionari. Molti di essi dubitarono di lui e delle sue capacità.

### Riconoscimenti
È stato ricordato e onorato sia in Messico che negli Stati Uniti con diverse città, strade, monumenti a lui intitolati o dedicati. La piazza del suo paese natale porta il suo nome, in suo onore sono state erette 2 statue nel suo paese e un monumento dei giardini di Piazza Dante a Trento.
Considerato uno dei fondatori dell'Arizona, nel 1965 lo stato dell'Arizona ha donato una statua bronzea di padre Chini al National Statuary Hall del Campidoglio degli Stati Uniti di Washington, luogo dove vengono ricordati i principali fondatori dei diversi stati americani.
In onore di Eusebio Chini, due città messicane dello stato di Sonora portano il nome di Bahía Kino e di Magdalena de Kino.
Emissioni filateliche commemorative gli sono state dedicate da Messico, Città del Vaticano e Stati Uniti (Arizona).

## Processo di beatificazione
Il 25 maggio 1971 l'arcidiocesi di Hermosillo (Messico) ha avviato il processo per la sua beatificazione.
Il 10 luglio 2020, papa Francesco ne ha riconosciuto le virtù eroiche, atto che conferisce il titolo di venerabile.

## Filmografia
- Ken Kennedy, Mission to Glory: A True Story - film 1977.
- Alessandro Cagol, Indagine su Padre Kino - docufilm 2011, aggiornato 2014, con riprese in Italia, luoghi d'infanzia, California e Messico: testimonianze, missioni realizzate e luogo di sepoltura.
- Lia Beltrami, ¡VIVA KINO! - docufilm 2017.
- Mauro Vittorio Quattrina, Nel Segno di Padre Kino - docufilm 2018.